# Prefectura Kilkis
Kilkis (greacă Κιλκίς) este o prefectură greacă, în periferia Macedonia Centrală. Reședința sa este Kilkis. 

## Municipalități și comunități
| Municipalitate | Cod YPES | Reședință (dacă e diferită) | Cod poștal | Cod zonal         |
| -------------- | -------- | --------------------------- | ---------- | ----------------- |
| Axioupoli      | 2801     |                             | 614 00     | 23830-3           |
| Cherso         | 2812     |                             | 610 02     | 23410-5           |
| Doirani        | 2804     |                             | 610 03     | 23410-9           |
| Evropos        | 2805     |                             | 610 02     | 23430-6           |
| Gallikos       | 2802     | Kampani                     | 611 00     | 23430-42          |
| Goumenissa     | 2803     |                             | 613 00     | 23430-4           |
| Kilkis         | 2806     |                             | 611 00     | 23410-2 through 7 |
| Kroussa        | 2807     | Terpylos                    | 611 00     | 23410-4           |
| Mouries        | 2809     | Stathmos Mourion            | 610 03     | 23410-31          |
| Pikrolimni     | 2810     | Mikrokampos                 | 570 01     | 23431-9           |
| Polykastro     | 2811     |                             | 612 00     | 23430-2           |
| Comunitate     | Cod YPES | Reședință (dacă e diferită) | Cod poștal | Cod zonal         |
| Livadia        | 2808     |                             | 614 00     | 23430-3           |